# اولها لوهینوا
اولها لوهینوا (انگلیسی: Olha Lohinova؛ زادهٔ ۳ فوریهٔ ۱۹۶۶) ورزشکار اسکی آلپاین اهل اتحاد جماهیر شوروی سوسیالیستی است. 

## زندگی
لوهینوا در بلورتسک زاده شد.

## حرفه
وی همچنین از اسکی‌بازان آلپاین در بازی‌های المپیک زمستانی ۱۹۹۴ بوده است.